# Asociación Republicana Militar
La Asociación Republicana Militar fue una de las agrupaciones clandestinas militares con carácter político que proliferaron en la España de la Restauración. Fue creada a finales de 1881 por un pequeño grupo de oficiales de la reserva y pronto logró agrupar a una gran parte de los militares demócratas y republicanos que habían participado durante los años anteriores en las conspiraciones contra la monarquía de Alfonso XII. En 1882 se organizaban bajo la autoridad del líder republicano progresista Manuel Ruiz Zorrilla. Dos años más tarde se fundieron con una asociación similar de orientación republicana federal. El resultado fue la Asociación Revolucionaria Militar que llegó a contar con más de 7000 afiliados, tal como figura en sus libros de asociados. Esta nueva asociación protagonizó la sublevación del 19 de septiembre de 1886 en Madrid. Fue la última señal de vida del republicanismo militar. No obstante, la Asociación Republicana Militar no se disolvió inmediatamente. En la década de 1890 carecía prácticamente de actividad.

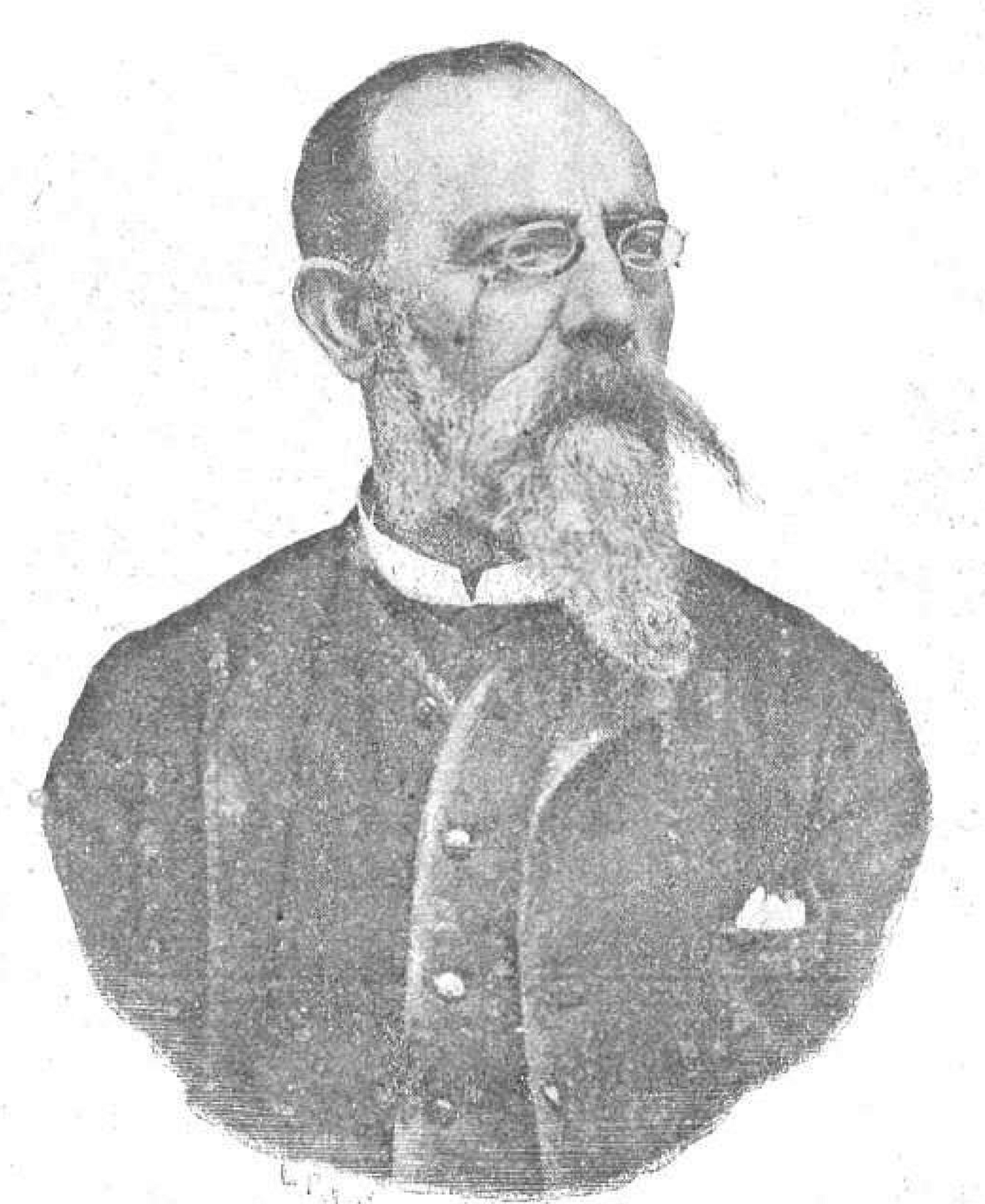
El brigadier Manuel Villacampa (seud. Pedro Mur) fue de forma casi ininterrumpida presidente de la Asociación Republicana Militar.

## 1881-1883. Formación y primeras acciones de la ARM
Los primeros reglamentos de la Asociación Republicana Militar, elaborados por el alférez Miguel Pérez López (alias Siffler), el capitán Antonio C. de Arias y Díez y el teniente Rafael Castilla, fueron enviados a Manuel Ruiz Zorrilla en octubre de 1881 para su aprobación. Ruiz Zorrilla se encontraba exiliado en París desde que en febrero de 1875 fue expulsado de España por el gobierno de Cánovas del Castillo. Desde entonces, se convirtió en la principal referencia de los republicanos que defendían los medios insurreccionales para derribar la monarquía. Algunos de los impulsores de la Asociación Republicana Militar ya eran colaboradores suyos en los años anteriores. No obstante, algunos de los primeros miembros de la ARM no eran seguidores suyos, sino del expresidente de la I República Estanislao Figueras. Por otra parte, en las mismas fechas hubo iniciativas similares en otros núcleos del Ejército, como la que organizó el coronel Arolas.
Ruiz Zorrilla esperó varios meses hasta que aprobó los reglamentos y permitió que la asociación pudiera organizarse bajo su autoridad. No todos los oficiales vinculados a sus planes insurreccionales se sumaron al proyecto, pero pese a todo la Asociación Republicana Militar experimentó un importante auge. Para los oficiales y suboficiales que formaban parte de ella, era importante la referencia del dirigente republicano, a quien seguían la mayor parte de los mandos que habían ascendido al lado de general Prim. Además, Zorrilla puso a disposición de la ARM una infraestructura organizativa que giraba en torno a la redacción de El Porvenir, órgano del Partido Republicano Progresista. Bien es cierto que nunca empeñó una gran cantidad de dinero para facilitar la actividad de la ARM. Al menos, así lo denunció años más tarde el secretario de la agrupación, Miguel Pérez Siffler.
La Asociación Republicana Militar partía del supuesto de separar su actividad de la de los conspiradores civiles. Era un rasgo corporativo que chocaba con sus aspiraciones de cambio político para instaurar la democracia por la fuerza. Conforme a sus primeros reglamentos, aspiraba a implantar la República, a eliminar el sistema de quintas, a promocionar a los militares demócratas que habían visto frenada su carrera durante la restauración y a corregir los desequilibrios que existían entre las diferentes armas del ejército, introduciendo para todos un sistema único de ascensos. Como máxima autoridad, por debajo de la de Ruiz Zorrilla como jefe de la Revolución, existía una Junta Central que ocupó de manera casi continua el brigadier Manuel Villacampa. Solo por unos meses el mariscal de campo Félix Ferrer dirigió la asociación, con Villacampa como vicepresidente.
El importante desarrollo que experimentó la ARM durante 1882 animó a sus dirigentes a ponerla por primera vez a prueba. Los proyectos fiscales del ministro de Hacienda Camacho provocaron una oleada de protestas, especialmente graves en Cataluña, que facilitaban vincular la acción de los civiles a la de los militares. Los oficiales, sin embargo, rechazaron realizar una acción conjunta con paisanos, de modo que los planes se suspendieron durante unos meses. La fecha del movimiento insurreccional quedó fijada para el cinco de agosto de 1883.
Aunque algunas fuentes han dado por buenas las cifras de afiliados que calculaba en ese momento el republicano García Ladevese (unos 1500), las listas de asociados muestran que para entonces existía un número superior a los 2000 inscritos. Entre ellos, figuraban los mariscales de campo Merelo, Ortiz, Ripoll, García Velarde, los brigadieres Díaz Berrio, Delamo, Villacampa, Gardín, Villavicencio, Carmona y López Guerrero y, según otras fuentes, también colaboraban con la ARM los generales Safó, Crespo, Laso, Galvís, Araoz, Mariné y Ferrer. El movimiento debía estallar simultáneamente en las guarniciones de Alicante, Játiva, Valencia, Castellón, Morella, Baleares, Mahón, Barcelona, Gerona, Seo de Urgel, Villanueva Geltrú, Tarragona, Reus, Zaragoza, Calahorra, Logroño, Santo Domingo de la Calzada, Ezcarai, Burgos, Santander, Santoña y Badajoz, así como otros puntos secundarios como Ciudad Real, Villanueva de la Serena o Don Benito.
El pronunciamiento, sin embargo, se aplazó hasta el día nueve cuando las órdenes habían sido ya enviadas a Badajoz, donde los asociados de la ARM cumplieron con precisión las órdenes. El resultado fue el adelanto de esta guarnición a todas las restantes, el descubrimiento de los planes y el fracaso de sus objetivos. A pesar de todo, días más tarde se rebelaron tropas en Santo Domingo de la Calzada y en La Seo de Urgel y se organizaron algunas partidas armadas en Cataluña que paralizaron las fábricas de Hostafrancs. El movimiento fue aplastado. Los sublevados de Badajoz y la Seo de Urgel pudieron refugiarse en Portugal y Francia. Un soldado mató por la espalda al teniente Cebrián, cabecilla de la insurrección de Santo Domingo de la Calzada. Cuatro de los sargentos, miembros de la ARM, que le seguían fueron fusilados.

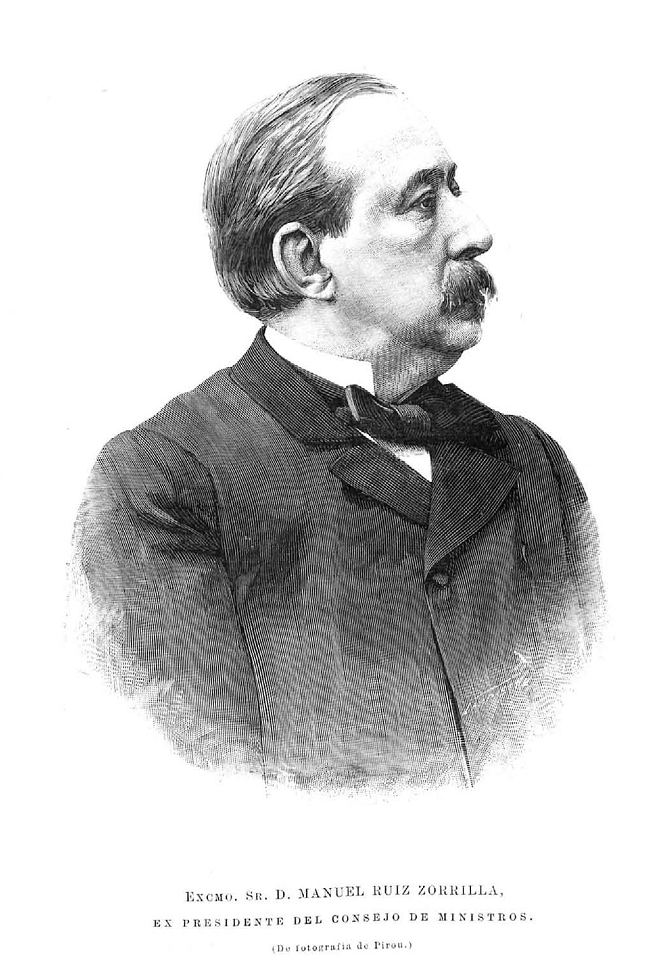
Manuel Ruiz Zorrilla, "Jefe de la Revolución" conforme a los reglamentos de la ARM, en torno a 1880.

## 1884-1886. La organización de la Asociación Revolucionaria Militar y la sublevación de Villacampa
Tras el fracaso del pronunciamiento de agosto de 1883, el ministro Segismundo Moret logró contactar al secretario de la Asociación Republicana Militar, Miguel Pérez, que se encontraba en Ginebra, en el exilio, junto a Ruiz Zorrilla. El ex alférez accedió a vender información al gobierno. No logró, en cambio, hacerles llegar las listas de afiliados, que guardaba el propio Zorrilla. De acuerdo con el gobierno, redactó un panfleto en el que explicaba una versión deliberadamente inexacta de la organización de la ARM que pretendía demoler la reputación de Ruiz Zorrilla y de sus colaboradores más cercanos. El texto fue reproducido también por la prensa de todos los matices. Pero su resultado fue contradictorio, en gran medida porque revelaba que una asociación militar clandestina podía organizarse sin que nadie se percatase hasta alcanzar cifras de afiliados sorprendentemente altas. Se revelaban algunas claves para que las autoridades desactivaran la organización, pero a la vez demostraba que el éxito de la misma era posible. De hecho, las cifras de venta de El Porvenir, el periódico de Ruiz Zorrilla, se dispararon desde esas fechas. La Asociación Republicana Militar, por su parte, no dejó de crecer.
A finales de 1883 la ARM tenía nuevos cuadros y se dotó de un reglamento en el que se fundía con otra asociación secreta de naturaleza similar. Se trataba de una organización de militares vinculados al Partido Republicano Federal creada aproximadamente en las mismas fechas por el general Fernando Pierrad. La Asociación Republicana Militar pasó a llamarse Asociación Revolucionaria Militar y reflejaba, en el ámbito del Ejército, la unión política que poco más tarde se produjo entre las diferentes fuerzas republicanas para oponerse a la monarquía. Sus objetivos eran aproximadamente los mismos que en el reglamento de 1881, pero en 1886 estaba vinculada no sólo al liderazgo de Ruiz Zorrilla, reconocido como el "Jefe de la Revolución", sino a una Junta Directiva civil en la que figuraban Nicolás Salmerón, Bernardo Portuondo, Pi y Margall, José Rubaudonadeu y otros dirigentes demócratas.

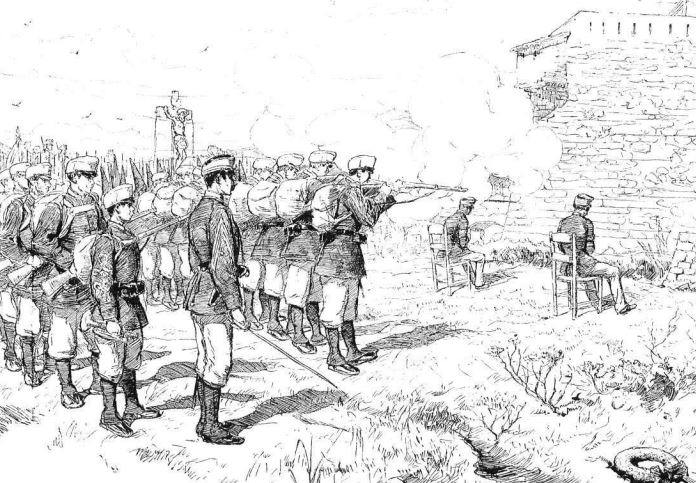
Fusilamiento de Ferrándiz y Bellés en Gerona (1884)

El crecimiento de la asociación no ayudó a mejorar la funcionalidad de una asociación plagada de infiltrados y delatores. Así, el gobierno pudo adelantarse al movimiento insurreccional de abril de 1884, en el que falleció el capitán Higinio Mangado, hombre de confianza de Ruiz Zorrilla y miembro de la ARM. Asimismo, fueron fusilados dos oficiales, Ramón Ferrández y Manuel Bellés, pertenecientes a la misma organización y comprometidos en los planes, aunque en realidad no llegaron a sublevarse. Igualmente, las autoridades lograron desactivar los planes de las intentonas previstas para 1885.
En marzo de 1886 los líderes de los partidos republicanos progresista y federal cerraron las bases de una Coalición Republicana. En su seno se organizó también un Centro de Conciliación Revolucionaria en el que figuraban Pi y Margall, Salmerón, Portuondo, el marqués de Santa Marta, Francisco de Paula Montemar y otros dirigentes. Ese centro, concertado con Ruiz Zorrilla, fue el eje de la última sublevación de la Asociación Republicana Militar. Villacampa, líder militar de la ARM, tenía poderes de los anteriores para fijar la fecha de la intentona. Se indicó en primer lugar el 25 de agosto y debía estallar en Madrid, Ferrol, La Coruña, Valladolid, Barcelona, Santander, entre otras plazas. Generales como Mariné y Moreno del Cristo se trasladaron a distintos puntos. Pero algunas desavenencias en el Centro de Conciliación Revolucionaria forzaron el atraso de los planes. Las dilaciones facilitaron que el Gobierno cogiera el hilo de la conspiración y la precipitara para hacerla fracasar.
Los nuevos planes preveían un movimiento iniciado por las guarniciones de Madrid con los batallones de Albuera, Garellano y Baleares, al mando de Villacampa. La rebelión debía ser secundada por el general Merelo al frente de las fuerzas comprometidas en Alcalá de Henares, Carabanchel y Leganés. Algunas fuentes indican, sin embargo, que la jefatura militar, si el movimiento estallaba con fuerza suficiente, le correspondía al general Salamanca. Originalmente, los planes contaban con una acción concertada entre civiles y militares. Se había organizado un grupo de espionaje encabezado por Patricio Calleja para controlar el movimiento de las autoridades, y se esperaba tomar los ministerios de Gobernación y de la Guerra para impedir la respuesta del gobierno. Todo ello fue imposible debido a la precipitación de Villacampa. Muchos de los implicados señalaron a dos de los dirigentes militares de la rebelión, el excoronel Ubaldo Romero Quiñones y el capitán Ariza, de tener connivencias con las autoridades y de haber presionado al líder de la ARM para adelantar los planes haciendo imposible el éxito.
Aunque salió una parte de la fuerza comprometida en Madrid, al mando de oficiales como el capitán Carlos Casero, miembro de la ARM o el comandante Emilio Prieto y Villarreal, que no formaba parte de ella, las tropas de Alcalá de Henares no respondieron. Tampoco el cuartel de Artillería, que debían sublevar Ariza y Quiñones. Los que pudieron, como Prieto y Casero, huyeron a Francia. Villacampa fue apresado cerca de Morata de Tajuña. Condenado a muerte, su sentencia fue conmutada por pena de prisión en Fernando Poo y, más tarde, en Melilla, donde falleció en febrero de 1889.
En los años siguientes, las intentonas insurreccionales del republicanismo no dejaron de declinar. Aunque la ARM formalmente no desapareció, fue descomponiéndose y sus listas pasaron a convertirse en una guía orientativa para dirigentes como García Ladevese, José María Esquerdo o Alejandro Lerroux.